# 柴田隆行
柴田 隆行（しばた たかゆき、1949年 - 2021年）は、日本の哲学者、元東洋大学教授。社会思想史・哲学史専攻。国際フォイエルバッハ学会副会長。多摩川の自然を守る会代表。

## 人物・経歴
東京都生まれ。1972年神奈川大学外国語学部英語英文学卒。1977年東洋大学大学院文学研究科哲学専攻博士課程満期退学。1991年東洋大学文学部助教授、同年フォイエルバッハの会事務局長、1995年社会思想史学会幹事、1996年国際フォイエルバッハ学会副会長、1999年東洋大学文学部教授、2000年社会学部教授。
2006年「ローレンツ・フォン・シュタインの思想形成過程 前期シュタインの法学・社会学・国家学」で一橋大学博士（社会学）の学位を取得。審査員は、平子友長、島崎隆、岩佐茂。

## 著書
- 『ヘーゲルにおける自由と共同』北樹出版　1986
- 『横超の倫理と遊戯の哲学 信太哲学研究』晢書房　1992
- 『哲学史成立の現場』弘文堂　1997
- 『住民の眼で見つづけた多摩川の30年 蓄積データ解析による自然の変遷と自然観の変化についての研究』とうきゅう環境浄化財団　2003
- 『シュタインの社会と国家 ローレンツ・フォン・シュタインの思想形成過程』御茶の水書房　2006
- 『多磨全生園・〈ふるさと〉の森 ハンセン病療養所に生きる』社会評論社　2008
- 『住民の目で見つづけた多摩川の35年 蓄積した写真資料等による多摩川の自然環境の変遷を解明する研究 2008年』とうきゅう環境浄化財団　2009
- 『シュタインの自治理論―後期ローレンツ･フォン・シュタインの社会と国家』御茶の水書房　2014
- 『連帯するエゴイズム―いまなおフォイエルバッハ』こぶし書房　2020

## 共編著
- 『多摩川の自然を守る会30年の活動日誌 多摩川の自然を守る会結成30周年記念』編　多摩川の自然を守る会、2000
- 『西暦2000年の多摩川を記録する運動活動報告書』編　西暦2000年の多摩川を記録する運動実行委員会、2002
- 『哲学・思想翻訳語事典』石塚正英と監修　論創社、2003
- 山下道輔『ハンセン病図書館 歴史遺産を後世に』編 社会評論社　2011
- 『ローレンツ・フォン・シュタインと日本人との往復書翰集』東洋大学社会学部社会文化システム学科　2011

## 翻訳
- 『現代の根本特徴 フィヒテ全集 第15巻』晢書房　2005